# تشارلز جون بيدل
تشارلز جون بيدل هو محامي وسياسي أمريكي، ولد في 30 أبريل 1819 في فيلادلفيا في الولايات المتحدة، وتوفي بنفس المكان في 28 سبتمبر 1873. نشط حزبياً في الحزب الديمقراطي. وقد انتخب عضو مجلس النواب الأمريكي ‏ عن دائرة Pennsylvania's 2nd congressional district ‏ (2 يوليو 1861 – 3 مارس 1863).